# Discocalyx kaoyae
Discocalyx kaoyae är en viveväxtart som beskrevs av Pipoly och W.N.Takeuchi. Discocalyx kaoyae ingår i släktet Discocalyx och familjen viveväxter. Inga underarter finns listade i Catalogue of Life.